# Idioma fang
El fang o pamue es una lengua de África Central hablada por los pueblos de la etnia fang. Es una lengua de la familia ekang y se habla en Guinea Ecuatorial, en la zona norte de Gabón, en la zona sur de Camerún y en menor medida en la República del Congo. Se calcula que en 1993 tenía 858 000 hablantes y en 2007 la cifra superaba el millón (1 027 900). Es mutuamente inteligible con otras lenguas del grupo ekang/beti como el bebele, el bebil, el bulu, el etono, el ewondo y el mengisa.
Entre 1970 y 1979, el fang sustituyó al español como lengua oficial de la Guinea Española (hoy llamada Guinea Ecuatorial) bajo el gobierno de Macías Nguema. Hay muchas variantes diferentes de fang en el norte de Gabón y el sur de Camerún. Maho (2009) enumera el fang suroccidental como un idioma distinto.

## Dialectos
Tiene estos seis dialectos:
- Ntúmu', hablado por los fang de Kie-Ntem y es más corto y directo.
- Ací.
- Mvɛ́ñ o mvai.
- Okak, hablado por los fang de Wele-Nzás; a diferencia del ntúmu, es un poco más alargado.
- Mekaá, maká o meká.
- Nzaman o njaman.

## Fonología

### Vocales
El fang tiene 7 vocales, las cuales pueden ser cortas o largas:
|              | Anteriores (corta/larga) | Posteriores (corta/larga) |
| ------------ | ------------------------ | ------------------------- |
| Cerradas     | i iː (ĩ)                 | u uː (ũ)                  |
| Semicerradas | e eː (ẽ)                 | o oː (õ)                  |
| Semiabiertas | ɛ ɛː (ɛ̃)                 | ɔ ɔː (ɔ̃)                  |
| Abiertas     | a aː (ã)                 | a aː (ã)                  |

Las vocales nasales son alófonos de respectivas vocales orales que se pronuncian cuando van precedidas por [ŋ] o [ɲ]. Las palabras no pueden empezar por [ɛ], [i], [ɔ] ni [u]. Los diptongos pueden ser una combinación de cualquiera de las vocales más [j] o [w], [ea], [oe], [oa], [ua]. El fang distingue seis tonos diferentes, convencionalmente llamados alto, medio, bajo, alto-descendiente, ascendiente, descendiente.

### Consonantes
En el idioma fang hay 24 consonante simple. La mayoría de ellas pueden prenasalizarse:
|                 |                 | Labial | Alveolar | Alveopalatal | Velar | velo-labial | Glotal |
| --------------- | --------------- | ------ | -------- | ------------ | ----- | ----------- | ------ |
| Nasal           | Nasal           | m      | n        | ɲ            | ŋ     |             |        |
| oclusiva        | simple          | p b    | t d      |              | k ɡ   | k͡p ɡ͡b       | ʔ      |
| oclusiva        | prenasal        | ᵐp ᵐb  | ⁿt ⁿd    |              | ᵑk ᵑg | ᵑk͡p ᵑɡ͡b     |        |
| Africada        | simple          |        | t͡s d͡z    |              |       |             |        |
| Africada        | prenasal        |        | ⁿt͡s ⁿd͡z  |              |       |             |        |
| Fricativa       | simple          | f v    | s z      |              |       |             | h      |
| Fricativa       | prenasal        | ᶬf ᶬv  | ⁿs ⁿz    |              |       |             |        |
| Aproximante     | simple          |        | l        | j            | w     |             |        |
| Aproximante     | prenasal        |        |          | ᶮj           | ⁿw    |             |        |
| vibrante simple | vibrante simple |        | ɾ        |              |       |             |        |

/h/ se utiliza únicamente en interjecciones y préstamos lingüísticos. Las palabras no pueden empezar con /ŋ/ , excepto cuando van seguidas de una consonante velar. /ɾ/ y /z/ también tienen restringida su posición inicial de palabra. /g/ y /p/ solo pueden aparecer en posición inicial de palabra en palabras de origen extranjero, aunque en muchos de estos casos, /g/ se convierte en [ŋg]

## Escritura
El fang no tiene una ortografía regulada: cuando se escribe, se suelen emplear letras latinas sin representar todos los sonidos: la e se usa para [e] y [ɛ], ng para [ŋ] y [ŋg], o para [o] y [ɔ] y usualmente no se transcriben los tonos. Basada en las ortografías de otras lenguas africanas, Michael Füstumum creó el 23 de junio de 2015 una caracterizada por representar todos sus sonidos; con estas convenciones, el conjunto de grafemas usados para el fang viene dado por:
| Letra  | A a | B b | C c | D d | E e     | Ɛ ɛ     | F f   | G g | Gb gb | H h | I i | J j | K k | Kp kp | L l   | M m   |
|        | a   | ba  | ca  | da  | e       | e ŋkúán | fa    | ga  | gba   | ha  | yi  | ja  | ka  | kpa   | la    | ma    |
| AFI    | [a] | [b] | [c] | [d] | [e]     | [ɛ]     | [f]   | [g] | [ɡ͡b]  | [h] | [i] | [ɟ] | [k] | [k͡p]  | [l~ɾ] | [m~ɱ] |
| Letra  | N n | Ñ ñ | Ŋ ŋ | O o | Ɔ ɔ     | P p     | R r   | S s | T t   | U u | V v | W w | Y y | Z z   | ʔ ʔ   |       |
| Nombre | na  | ña  | aŋ  | o   | o ŋkúán | pa      | ere   | sa  | ta    | wu  | va  | wa  | ya  | nza   | hamza |       |
| AFI    | [n] | [ɲ] | [ŋ] | [o] | [ɔ]     | [p]     | [ɾ~l] | [s] | [t~ɾ] | [u] | [v] | [w] | [j] | [z]   | [ʔ]   |       |

La h solo se usa en interjecciones y en palabras de origen extranjero. Las palabras no pueden empezar por ɛ, i, ɔ, r, u, z ni ʔ, ya que esta última se pronuncia al inicio de las vocales como en muchas otras lenguas y no hará falta escribirla, sus respectivas letras mayúsculas se usarán solo en nombres extranjeros o cuando se escriba todo en mayúsculas. La ŋ solo puede empezar en los conjuntos prenasalizados ŋg, ŋgb, ŋk y ŋkp. La p y la g solo pueden empezar en palabras de origen extranjero, que en muchos casos la g inicial se suele reemplazar por ŋg.
Las vocales largas se escriben dos veces (aa). No se usan las letras q (ku) y x (kisa) más que en nombres extranjeros. Los tonos se pueden escribir mediante acentos diacríticos:
- Alto: acento agudo (á)
- Medio: sin acento (a)
- Bajo: acento grave (à)
- Alto-descendente: macrón (ā)
- Ascendente: acento circunflejo (â)
- Descendente: carón (ǎ)

## Literatura
A pesar de la falta de un corpus literario bien definido en fang, es de notar que los lingüistas, en el pasado, han intentado compilar diccionarios y léxicos para el idioma fang. Los dos más notables que se proponen o compilan en su totalidad fueron los realizados por Maillard (2007) y Bibang (2014). Ninguno de los dos creó un diccionario directo fang-inglés, sino que optó por separar los dos idiomas a través de un tercer idioma europeo como puente para varios préstamos.
Los esfuerzos de traducción al inglés se han realizado a través de lenguas romances: específicamente, español y francés. El último de los dos idiomas probablemente habría tenido el mayor impacto en el idioma, dada la ocupación de Gabón por los franceses durante la existencia del África Ecuatorial Francesa (en sí misma parte del África Occidental Francesa), que duró 75 años desde 1885 hasta 1960. En menor medida, en Santo Tomé y Príncipe, es probable que el portugués también haya influido en los dialectos de fang presentes allí, debido a que el país ha estado ocupado por Portugal durante la mayor parte de la historia de la habitación de las islas.

## Numerales
- 0 = Nzese, nzenze
- 1 = Fɔ́ʔɔ́
- 2 = Bɛ̌ñ
- 3 = Láa
- 4 = Nii
- 5 = Tân
- 6 = Saman
- 7 = Nzamnbua
- 8 = Muom
- 9 = Ebuú
- 10 = Awôm

## Frases de ejemplo
Algunos ejemplos de lengua fang de Guinea Ecuatorial, son los siguientes:
- Hola (a una persona) = Mbóló, Mbólan
- Hola (a varias personas) = Mbólani
- Hola (al teléfono) = Mbólan
- Buenos días = Mbɛmba kírí
- Buenas noches = Mbɛmba alú
- Buenas tardes = Mbɛmba ŋgogo
- Gracias = Akíba
- ¿Cómo estás? = Ye one mvoʔe? O yaha?
- ¡Cuánto tiempo sin verte! = Ma’a dem wa yen
- ¿Cómo te llamas? = One eyola ya?, One júiñ ya?
- Me llamo... = Mene júiñ/eyola náá...
- ¿De dónde eres? = One é vóm?
- Yo soy de... = Mene mot ye...
- Mucho gusto = Mvên/Nzâm ye a nnêm
- Adiós = Máʔan
- Hasta luego = Fáʔá ve dên
- Hasta mañana = Fáʔá ve okíri
- Buena suerte = Ocúga wulu
- Hablo Fang = Ma kɔ̀b Faŋ
- No hablo Fang = Maha kɔ̀b Faŋ
- Entiendo Fang = Ma wɔ̀k Faŋ
- No entiendo Fang = Maha wɔ̀k Faŋ
- Carro = Motúa
- ¿Dónde vas? = Wǎ ke ve?
- Voy a casa = Ma ke ándá
- Voy a la escuela = Ma ke a sikólo/sikúlu
- Estoy enfermo = Ma koan
- ¿Qué has dicho? = Wǎ jón á jé?
- He dicho... = Maa jó náá/néé
- Quiero comer = Ma kúmá jí
- País = Sihi
- Arco iris = Ntutúm
- Mar = Mâŋ
- Casa = Ndá
- Palangana = Nceŋa
- Río pequeño = Otoŋ
- Río grande = Osúiñ